# Pelecyphora aselliformis
Pelecyphora aselliformis là một loài thực vật có hoa trong họ Cactaceae. Loài này được Ehrenb. mô tả khoa học đầu tiên năm 1843.

## Hình ảnh

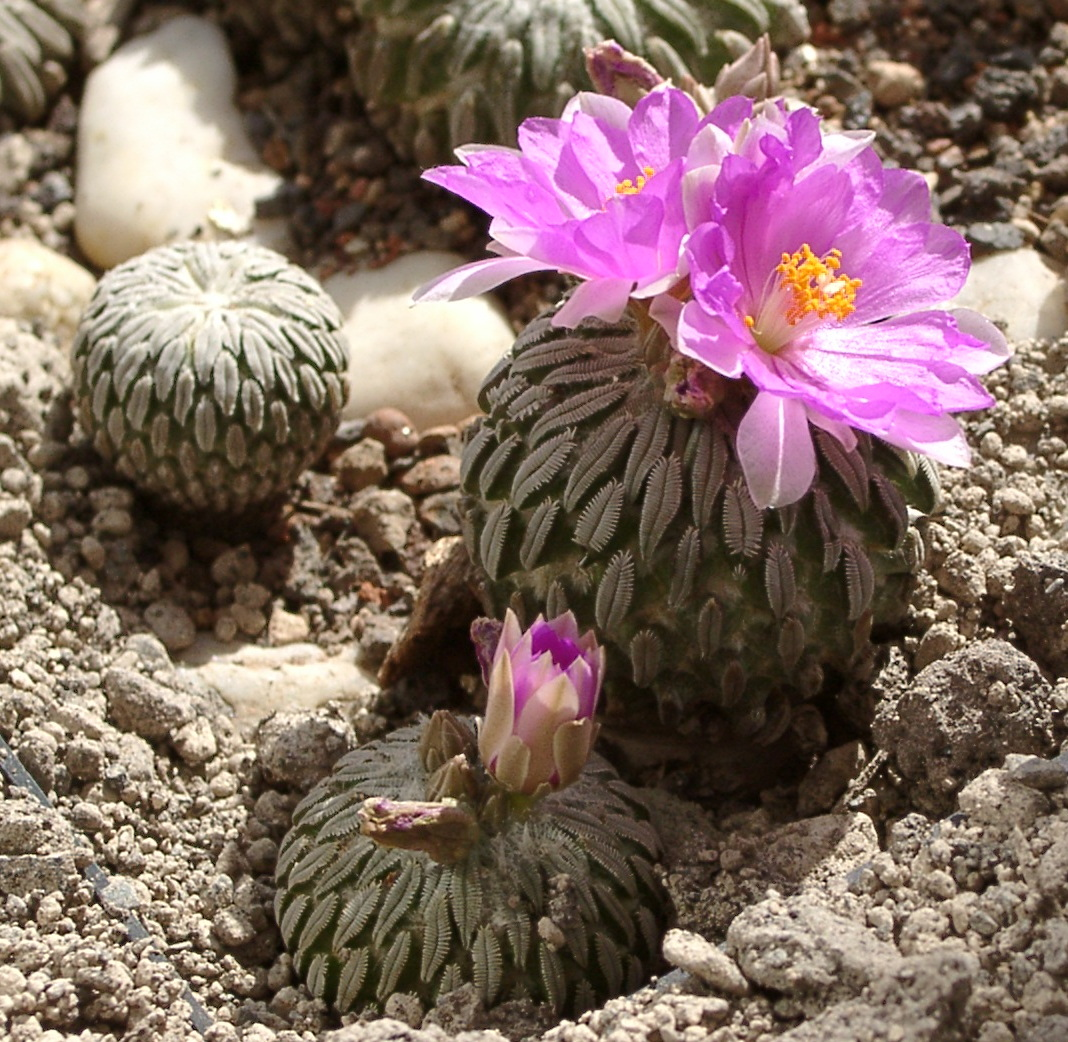
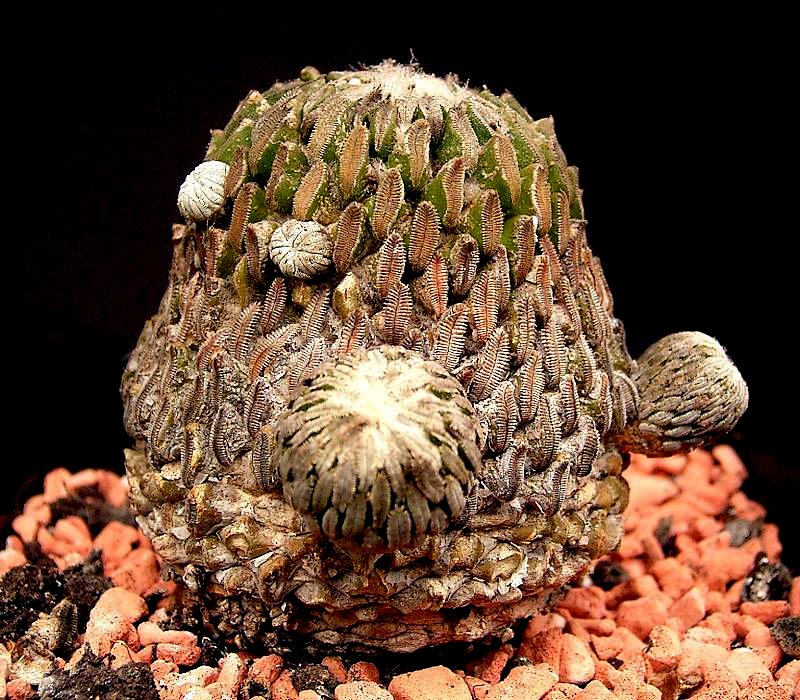
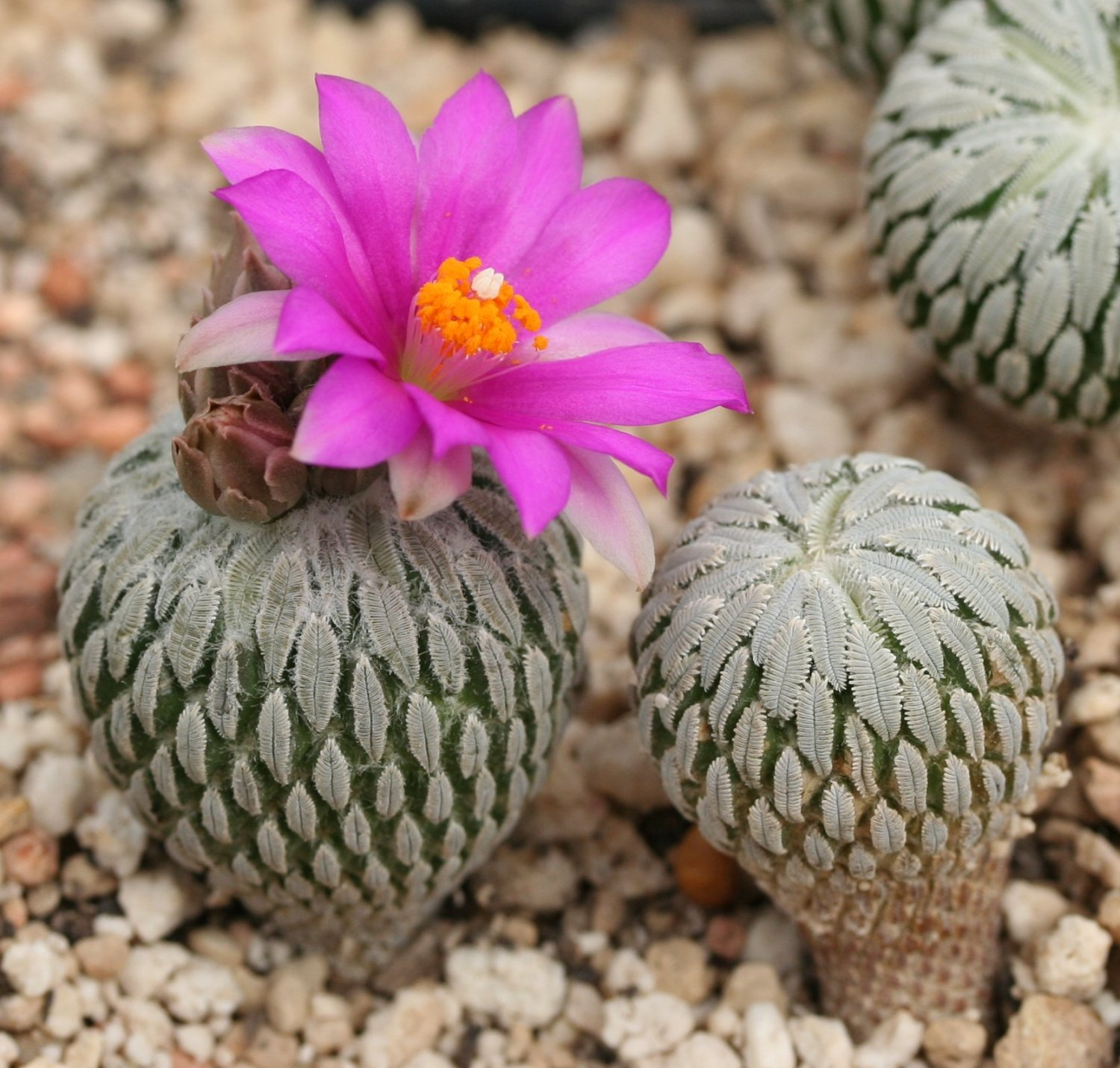
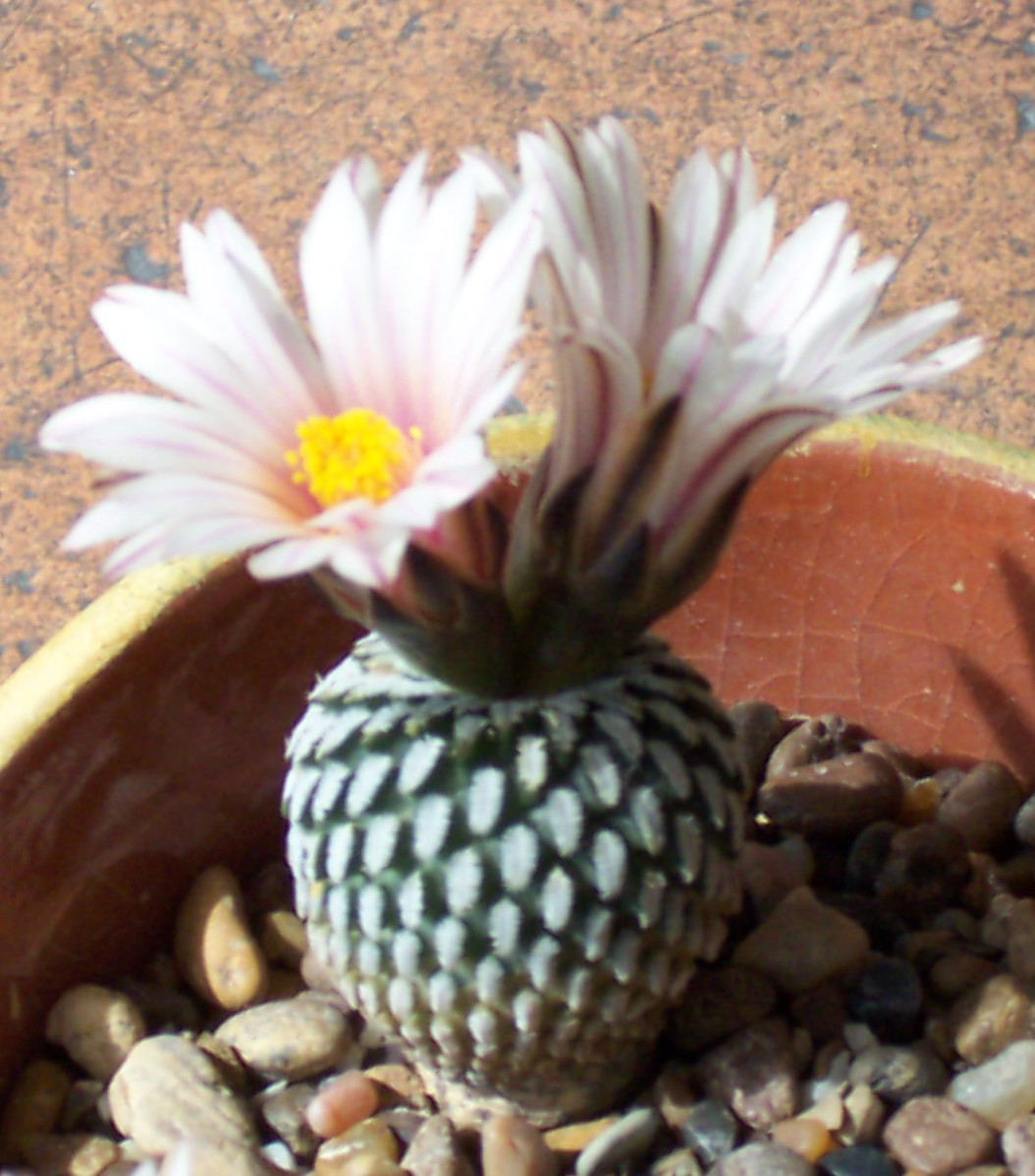